# إيرا إنغرام
إيرا إنغرام هو سياسي أمريكي، ولد في 19 أغسطس 1788، وتوفي في 22 سبتمبر 1837. انتخب عضو مجلس نواب تكساس ‏.